# 堀井祥明
堀井 祥明（ほりい よしあき、1968年5月11日 - ）は日本のタレント、お笑い芸人。「003MANIA」結成当時の芸名は、堀井 宇宙（ほりい そら）。

## 人物
本名同じ。1968年に埼玉県（茨城県説もあり）で生まれる。趣味は映画鑑賞と音楽鑑賞。

## 芸歴
もともとはお笑いコンビ「まじかるず」として、芸能界デビュー。当時の相方は藤代達生で、彼とは高校時代の同級生である。
1994年頃にまじかるずは解散。その後は「大吉マニア」と言うコンビを組んでいた吉名崇朗、峰本大作と共に「003MANIA」として活動していたが、2001年を以て脱退。2014年に元ダムダムダンのダムダム正一とお笑いユニット「カンキョーズ」を結成。
まじかるず時代は太田プロダクション、003MANIA時代は京やプロダクション所属であった。

## 出演番組

### 現在の出演番組
- 博士と助手～細かすぎて伝わらないモノマネ選手権～（第4回放送）
- ショップチャンネル：商品アドバイザー

### 吹き替えの出演番組
- 朱蒙（ナロ役）：BSフジ

### まじかるず時代
- ザ・テレビ演芸
- まじかるずのスーパーギャング
- 化ける男（1994年公開） - 市之瀬シュージ役

### 003MANIA時代
- 爆笑オンエアバトル（オンエア率は1/4）

## 受賞歴
- NHK新人演芸大賞・演芸部門大賞（1998年／003MANIA時代）